# 작은큰잎코박쥐
작은큰잎코박쥐 또는 작은둥근잎박쥐(Hipposideros turpis)는 잎코박쥐과에 속하는 박쥐의 일종이다. 일본과 태국, 베트남에서 발견된다. 자연 서식지는 온대 숲이다. 서식지 감소로 위협을 받고 있다.

## 특징
대형 박쥐로 몸통 길이가 66~88mm이고 전완장이 66~81mm, 꼬리 길이가 44~59mm이다. 발 길이는 13~18mm이고 귀 길이는 26~34mm, 몸무게는 최대 34g이다. 등 쪽 털은 짙은 불그스레한 갈색부터 황금빛 노랑까지 다양하지만 배 쪽은 좀더 밝은 색을 띤다. 귀는 크고 넓다.

## 생태
동굴 특히 인도차이나 카르스트 지형 동굴에서 최대 1,000마리까지 무리를 지어 생활한다. 먹이는 곤충이다.

## 분포 및 서식지
태국 반도와 베트남 북부, 일본 류큐 열도에 군데군데 분포한다. 중국 남부 윈난성에서도 서식하는 것으로 추정된다. 이차림에서 서식한다.

## 아종
3종의 아종이 알려져 있다.
- H. t. turpis - 야에야마 제도 사키시마 제도, 이리오모테섬, 요나구니섬, 이시가키섬, 하테루마섬
- H. t. alongensis (Bourret, 1942) - 베트남 북부와 깟바섬
- H. t. pendleburyi (Chasen, 1936) - 태국 반도